# Nacor Burgos
Pour les articles homonymes, voir Burgos (homonymie).
Burgos  Rojo est un nom espagnol. Le premier nom de famille, en général paternel, est Burgos ; le second, en général maternel, souvent omis, est Rojo.
Nacor Burgos Rojo (né le 9 avril 1977 à Ávila) est un coureur cycliste espagnol, professionnel de 1999 à 2007.

## Palmarès
- 1992
  -  Champion d'Espagne sur route cadets
- 1994
  - Vuelta al Besaya :
    - Classement général
    - 2e et 4e étapes
- 1998
  - Trofeo Virgen del Carmen
  - 3e du Trophée Iberdrola
- 2006
  - 3e du Tour du lac Qinghai

## Résultats sur les grands tours

### Tour d'Espagne
8 participations
- 2000 : 78e
- 2001 : abandon (11e étape)
- 2002 : 35e
- 2003 : 89e
- 2004 : abandon (17e étape)
- 2005 : 69e
- 2006 : abandon (15e étape)
- 2007 : 122e

## Classements mondiaux
| Année         | 2007 |
| ------------- | ---- |
| UCI Asia Tour | 154e |